# Serguéi Korniláyev
Serguéi Korniláyev (Raión de Iglinó, Unión Soviética, 20 de febrero de 1955) es un deportista soviético retirado especialista en lucha libre olímpica donde llegó a ser medallista de bronce olímpico en Moscú 1980.

## Carrera deportiva
En los Juegos Olímpicos de 1980 celebrados en Moscú ganó la medalla de bronce en lucha libre olímpica de pesos de hasta 48 kg, tras el luchador italiano Claudio Pollio (oro) y el norcoreano Jang Se-Hong (plata).